# 琉球開発金融公社
琉球開発金融公社（りゅうきゅうかいはつきんゆうこうしゃ、Ryukyu Development Loan Corporation）とは、琉球列島米国民政府布令に基づく公社である。米国民政府の出資により1959年に設立された。これまでの「琉球復興金融基金」を発展的解消したものである。当時の沖縄において唯一の長期設備資金を融資する金融機関であった。1972年5月15日の日本復帰に伴い、沖縄振興開発金融公庫に引き継がれた。

## 沿革
- 1959年10月1日　琉球開発金融公社発足。
- 1960年1月1日　営業開始。
- 1962年3月21日　PL480計画の導入作業に着手。
- 1964年2月1日　PL480資金の貸付業務開始。
- 1969年11月30日　本社が移転
- 1970年8月18日　復帰後に向けて、日本政府による資産評価作業始まる。

## 貸付業務一覧
- 琉球開発金融公社貸付（重要事業に対する貸付）
- PL480貸付（畜産業に対する貸付）

## PL480資金
1954年制定の米国公法第480号「農産物貿易振興法」のことで、これに基づく協定により、アメリカの余剰農産物が輸入され、それによる売上回収金を資金化し、農業振興のために貸し付けられた。窓口になったのが琉球開発金融公社である。

## 歴代幹部

### 歴代理事長
- 初代　ライマン・C・ハミルトン（1959年10月5日～1960年2月28日）
- 2代　オーバ・F・トレイラー（1960年4月11日～1965年9月30日）
- 3代　サムエル・C・オグレスビー（1965年10月1日～1966年4月30日）
- 4代　エドワード・H・リーブス（1966年5月1日～1969年6月29日）
- 5代　メルビン・J・ラーセン（1969年6月30日～1970年11月16日）
- 6代　エドワード・E・ベネット大佐（1970年11月17日～1971年5月12日）
- 7代　ブルース・T・フォールズ大佐（1971年5月13日～1971年11月14日）
- 8代　モーリス・D・ラウシ大佐（1971年11月15日～1972年5月14日）

### 歴代総裁
- 初代　瀬長浩（1959年10月5日～1959年11月2日）
- 2代　宝村信雄（1959年11月2日～1968年5月4日）
- 3代　照屋輝男（1968年5月5日～1972年5月14日）